# اللغة المؤابية

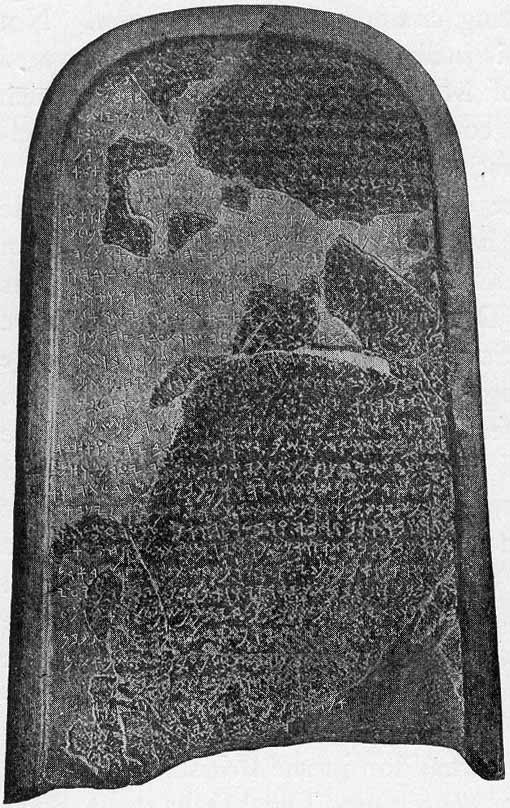
صورة حجر ميشع من حوالي 1891

اللغة المؤابية (موأبيت) هي لغة سامية قديمة كانت محكية في بداية الألفية الأولى قبل الميلاد، في بلاد «مؤاب» شرقي نهر الأردن وعلى شاطئ البحر الميت، أو حسب الحدود السياسية العصرية ضمن أراضي المملكة الأردنية الهاشمية. ليس هناك من تحديد دقيق لانتشارها الجغرافي ولا الزماني ويعتقد لبعض أنها وجدت في الفترة ما بين القرنين 9 و 5 ق م. لم يبق من اللغة المؤابية إلا بضعة أحجار منقوشة، ومنها: حجر ميشع (840 ق م) ونقش الكرك.وهي من الفرع الشمالي الغربي (المسمى أيضا ب«الفرع الكنعاني») لعائلات اللغات السامية. وتشابه اللغة المؤابية اللغة العبرية التوراتية، أي صورة اللغة العبرية كما تتبين في أسفار التناخ/العهد القديم.

## مميزات اللغة المؤابية
كانت اللغة المؤابية تكتب بالأبجدية الفينيقية التي شاعت في الشرق الأوسط في ذلك الحين وكانت تستخدم أيضا لكتابة اللغات العبرية، الآرامية ولغات سامية أخرى. طريقة الكتابة لا تشير إلى الحركات بالإطلاق، وتلائم هذه الطريقة طريقة كتابة معظم اللغات السامية في تلك الفترة وحتى في فترات لاحقة. ويصعب افتراض صورة اللفظ الدقيقة لعدم وجود إشارات إلى الحركات.
بالرغم تشابه اللغة المؤابية باللغة العبرية التوراتية، يشير اللسانيون إلى بعض المميزات المختلفة، من بينها:
- الجمع المذكر بإضافة ـين وليس ـيم (مثل العربية والآرامية)، مثلا، كلمة «ملوك» تكتب: «ملكن» (وعلى ما يبدو تشير إلى: ملك+ين)، وفي العبرية التوراتية تكتب: ملكيم.
- المؤنث بإضافة ـت وليس ـه (ـة بالعربية)، مثلا، كلمة «مدينة» تكتب دائما: «قريت» بينما تكتب «قريه» (أو «قريت» في صيغة المضاف فقط) في العبرية التورتية (الكلمة النظيرة بالعربية: قرية).